# An Phú Tây
An Phú Tây là một xã thuộc huyện Bình Chánh, Thành phố Hồ Chí Minh, Việt Nam.
Xã An Phú Tây nằm ở trung tâm huyện Bình Chánh, có vị trí địa lý:
- Phía đông giáp Quận 8 và xã Hưng Long
- Phía tây giáp thị trấn Tân Túc
- Phía nam giáp xã Tân Quý Tây
- Phía bắc giáp xã Tân Kiên và Quận 8.

Xã có diện tích 5,87 km², dân số năm 2021 là 22.282 người,  mật độ dân số đạt 3.795 người/km².